# Pierre Rinaldi
Pour les articles homonymes, voir Rinaldi.
Pierre Rinaldi, né le 17 avril 1934 à Digne (Alpes-de-Haute-Provence) et mort le 27 mai 1998 dans un accident de voiture à L'Escale (Alpes-de-Haute-Provence), est un homme politique français, membre du RPR.

## Carrière politique
Pierre Rinaldi est élu conseiller général des Alpes-de-Haute-Provence en 1973 dans le canton de Digne-les-Bains-Est, nouvellement créé, où il sera réélu en 1976, 1982, 1988 et 1994. Il est président du conseil général des Alpes-de-Haute-Provence de 1992 à 1998, après avoir été vice-président du conseil régional de Provence-Alpes-Côte d'Azur de 1986 à 1992 sous la présidence de Jean-Claude Gaudin.
Parallèlement, il est élu maire de Digne en 1977, à l'âge de 43 ans. Il est réélu en 1983 et en 1989. Sous sa mandature, le nom est officiellement changé en Digne-les-Bains en 1988. Il se présente à la députation dès 1978 dans la première circonscription des Alpes-de-Haute-Provence, sans succès.
Il est brièvement député de la première circonscription des Alpes-de-Haute-Provence du 2 avril au 16 novembre 1993. Cette période correspond au sommet de sa carrière politique quand il cumule les mandats de député, maire et président de conseil général. Néanmoins, il est invalidé de sa fonction de député par le Conseil constitutionnel pour violation de la loi sur les comptes de campagne. Francis Galizi (UDF) lui succède début 1994.
Il perd la mairie de Digne-les-Bains en juin 1995, battu par le socialiste et ancien ministre Jean-Louis Bianco.
Par la suite, en juin 1996, il est condamné à trois ans d'emprisonnement avec sursis dans une affaire où il lui est reproché d'avoir utilisé des subventions de la ville de Digne-les-Bains pour aider ses amis chrétiens du Liban. 
Il est par la suite mis en examen pour « ingérence et corruption » dans le cadre d'une enquête sur la secte du Mandarom, ainsi qu'un abus de pouvoir et des abus de biens sociaux dans le financement de diverses associations qui reversaient une partie des subventions versées par le conseil général à des personnes qui lui étaient proches.
En mars 1998, il est contraint de laisser à la gauche de Bianco la présidence du conseil général des Alpes-de-Haute-Provence.
Il meurt en mai 1998 dans un accident de voiture à l'âge de 64 ans,.